# Wugigarra wiri
Wugigarra wiri là một loài nhện trong họ Pholcidae. Loài này được phát hiện ở Queensland.